# Distretto di Phayu
Il distretto di Phayu (in thailandese: พยุห์) è un distretto (amphoe) della Thailandia, situato nella provincia di Sisaket.